# Amomum sahyadricum
Amomum sahyadricum ist eine Pflanzenart aus der Gattung Amomum innerhalb der Familie der Ingwergewächse (Zingiberaceae). Sie kommt im südlichen Indien vor.

## Beschreibung

### Vegetative Merkmale
Amomum sahyadricum wächst als ausdauernde, krautige Pflanze, die Wuchshöhen von 18 bis 60 Zentimetern erreichen kann. Die schlanken, Ausläufer bildenden Rhizome sind kriechend, werden zwischen 0,3 und 0,7 Zentimeter dick und sind außen mit Schuppen bedeckt. Die papierartigen und an der Außenseite flaumig behaarten Schuppen werden 2 bis 2,5 Zentimeter groß und haben spärlich bewimperte Ränder sowie eine abgerundete Spitze mit einem etwa 1 Millimeter langen Zipfel. Von jedem Rhizom gehen mehrere Sprossachsen ab, wobei die blättertragenden länger als jene werden die keine Laubblätter tragen. An der Basis haben die Stängel an der Außenseite flaumig behaarte, grüne Blattscheiden mit spärlich bewimperten Rändern, welche zwischen 1,1 und 1,4 Zentimeter breit sind. Die ganzrandigen ledrigen Blatthäutchen sind unbehaart und werden 0,3 bis 0,5 Zentimeter lang; ihr oberes Ende ist abgerundet und ihre Ränder sind bewimpert.
Jeder Stängel besitzt sechs oder sieben Laubblätter. Die wechselständig angeordneten Laubblätter sind in Blattstiel und Blattspreite gegliedert. Der grüne und unbehaarte Blattstiel ist 0,4 bis 0,7 Zentimeter lang. Die einfache Blattspreite ist bei einer Länge von 12 bis 26 Zentimetern und einer Breite von 2,9 bis 5 Zentimetern elliptisch bis elliptisch-lanzettlich mit keilförmiger Blattbasis und zugespitztem oberen Ende. Die Blattoberseite ist genauso wie die Blattunterseite unbehaart. Die Blätter weisen an der Unterseite eine auffällige Blattnervatur auf. Die Blattränder sind leicht gewellt.

### Generative Merkmale
Blühende Exemplare von Amomum sahyadricum wurden in den Monaten Februar und März gesichtet, während reife Früchte im Juli gefunden wurden. Direkt aus dem Rhizom entwickelt sich auf einem 9 bis 13 Zentimeter langen Blütenstandsschaft ein Blütenstand, der 12 bis 19 Zentimeter lang und in dem Blüten dicht zusammen stehen. Es blühen dabei aber immer nur ein oder zwei Blüten zur selben Zeit. Die rosaroten und an der Außenseite flaumig behaarten, fleischigen Deckblätter sind bei einer Länge von 2,5 bis 3,5 Zentimetern sowie einer Breite von 1,5 bis 1,7 Zentimetern eiförmig bis länglich mit spitzen oberen Ende und bewimperten Rändern. Die blass rosafarbenen, papierartigen Vorblätter sind zu einer 1,9 bis 2,2 Zentimeter langen sowie 0,5 bis 0,6 Zentimeter breiten Röhre verwachsen, welche zweifach gelappt ist. Die zwei Lappen ähneln im Aussehen einem Hirschgeweih und sind an der Außenseite mit flaumigen Haaren besetzt.
Die zwittrigen, gelben Blüten sind bei einer Länge von 4,2 bis 5 Zentimetern zygomorph und dreizählig mit doppelten Perianth. Die drei außen flaumig behaarten, blass rosaroten Kelchblätter sind röhrenförmig miteinander verwachsen und sind mit einer Länge von 2,4 bis 2,6 Zentimeter sowie einer Breite von 0,5 bis 0,6 Zentimeter länger als die Kronröhre. Alle drei Kelchblätter haben an der Spitze drei 4 bis 6 Millimeter lange Stachelspitzen. Die blassgelben Kronblätter sind zu einer 1,5 bis 2,1 Zentimeter langen und 0,4 bis 0,5 Zentimeter breiten Kronröhre mit drei gelben Kronlappen verwachsen, die an der Außenseite sowie auf der Innenseite an der Röhrenöffnung flaumig behaart sind. Der mittlere, an der Innenseite und den Rändern kahle Kronlappen ist bei einer Länge von 1,9 bis 2,2 Zentimetern und einer Breite von 1,2 bis 1,5 Zentimetern eiförmig mit stachelspitzigen oberen Ende, welches etwa 2 Millimeter lang ist. Die beiden seitlichen Kronlappen sind bei einer Länge von 1,9 bis 2 Zentimetern sowie einer Breite von 0,5 bis 0,6 Zentimetern schmäler und länglich geformt sowie auf einer Seite an der annähernd abgerundeten Spitze etwas nach innen gefaltet. Nur das mittlere der 1,7 bis 1,9 Zentimeter langen Staubblätter des inneren Kreises ist fertil; es besitzt einen 0,8 bis 1 Zentimeter langen und 0,25 bis 0,3 Zentimeter breiten, auf beiden Seiten unbehaarten, blassgelben Staubfaden. Die zwei cremeweißen Hälften des flaumig behaarten Staubbeutels sind bei einer Länge von 0,6 bis 0,7 Zentimetern länglich geformt. Drei der Staminodien des inneren Kreises sind zu einem gelben verkehrt-eiförmigen Labellum mit dunkel rotbrauner Mitte verwachsen, welches 2,7 bis 3,1 Zentimeter lang und 1,3 bis 2,2 Zentimeter breit ist. Das Labellum hat einen leicht gewellten Rand und ist an der Innenseite nahe der Öffnung flaumig behaart. Die seitlichen, an der Spitze unbehaarten, gelben Staminodien werden 0,5 bis 0,7 Zentimetern lang. Drei Fruchtblätter sind zu einem dreikammerigen und etwa 0,5 Zentimeter langen und 0,3 bis 0,4 Zentimeter breiten, dicht flaumig behaarten Fruchtknoten verwachsen, mit zahlreichen Samenanlagen in jeder Fruchtknotenkammer. Der 3 bis 3,6 Zentimeter lange Griffel ist spärlich behaart. Die becherförmige Narbe hat einen Durchmesser von rund 1 Millimeter.
Jeder Blütenstand kann ein bis drei Kapselfrüchte bilden, welche sich in einem Fruchtstand befinden. Die bei einem Durchmesser von 1,5 bis 3 Zentimetern kugelförmigen Kapselfrüchte sind zur Reife bräunlich rot gefärbt, selten auch grün gesprenkelt. Sie besitzen eine flaumig behaarte, runzelige bis stachelige Oberfläche und enthalten viele Samen. Die brauen eiförmigen Samen werden 3 bis 4 Millimeter lang, rund 3 Millimeter breit und besitzen einen weißen Arillus.

## Vorkommen
Das natürliche Verbreitungsgebiet von Amomum sahyadricum liegt im südlichen Indien gelegenen Bundesstaat Kerala. Dort umfasst es soweit bisher bekannt die Gegend um den Agastya Malai, einen Berg in den Westghats sowie die Gegend um Meenmutty-Kulamavu im Distrikt Idukki und um Valparai im Distrikt Coimbatore. Man findet sie dort in Höhenlagen von etwa 1000 Metern, wo sie in immergrünen Wäldern wächst.

## Taxonomie
Die Erstbeschreibung als Amomum sahyadricum erfolgte 2013 durch V. P. Thomas und Mamiyil Sabu in Novon: A Journal for Botanical Nomenclature, Band 22, Nummer 3, Seite 321. Das Artepitheton sahyadricum verweist auf den Malayalam-Namen der Typlokalität in den Westghats.